# معركة نورنبرغ (1945)
معركة نورنبرغ هي معركة استمرت خمسة أيام بين قوات الجيش السابع للولايات المتحدة من جهة، وألمانيا النازية ومتطوعي جيش التحرير الروسي من جهة أخرى خلال الحرب العالمية الثانية. شهدت المعركة بعضًا من أعنف المعارك الحضرية خلال الحرب واستغرق الأمر أربعة أيام للولايات المتحدة للاستيلاء على المدينة. كانت المعركة ضربة لألمانيا النازية حيث كانت نورنبرغ مركزًا للنظام النازي. حدث رالي نورنبرغ في المدينة وقد ألحقت خسارة المدينة أمام الأمريكيين خسائر فادحة في المعنويات الألمانية المنخفضة بالفعل. ومع أن القوات الأمريكية فاق عددها القوات الألمانية بشكل كبير، فإنها لم تتمكن من الإستيلاء على وسط المدينة حتى 20 أبريل. لقد دمرت المعركة المدينة.

## الخلفية
غزا الحلفاء الغربيون ألمانيا من الغرب في 8 فبراير 1945. تكبد الجيش الألماني خسائر فادحة عندما عبرت جيوش الحلفاء نهر الراين وحاصرت منطقة الرور بينما كانت الجيوش السوفيتية تدفع من الشرق. وبحلول أبريل، كانت الجيوش الأمريكية والسوفيتية تقترب من بعضهما البعض، مما أدى إلى تقييد فجوة ضيقة بالفعل من الأراضي التي تسيطر عليها ألمانيا والتي تمتد من برلين إلى ميونخ بما في ذلك نورنبرغ. ومع استمرار مجموعة الجيش الثاني عشر في الدفع باتجاه الشرق نحو برلين، تلقت مجموعة الجيش الأمريكي السادس أوامر للدفع إلى جنوب ألمانيا وإلى النمسا. ومع المقاومة الشديدة من الجيش الألماني في الجنوب بالمقارنة مع الشمال، اندلع الجيش الأمريكي السابع من جسره على نهر الراين جنوب فرانكفورت في 28 مارس. وبعد قتال شرس، استولى الجيش السابع على أشافنبورغ في بافاريا في 3 أبريل وعلى هايلبرون في فورتمبرغ في 12 أبريل، مما ترك نورنبرغ مفتوحةً على نطاق واسع للهجوم الأمريكي. في 12 أبريل، أمرت القيادة العليا الألمانية بالدفاع غير المشروط عن جميع المدن، وقام هتلر بتعيين مفوض الدفاع الرايخ وغاولايتر من فرانكونيا كارل هولز مسؤولًا عن القوات الألمانية حول نورنبرغ. في 15 أبريل، تقدم الجيش السابع نحو نورنبرغ، حيث استولى بسرعة على بامبرغ في هذه العملية. ومع اقتراب الجيش السابع من نورنبرغ، أمر هولز بوضع حواجز مضادة للدبابات وكذلك مدافع مضادة للطائرات حول المدينة القديمة. كان عدد قوات هولز يفوق عددهم بشكل كبير، لكنه لا يزال يعتقد أن «الأمريكيين سوف ينهارون عاجلًا أم آجلًا».

## المعركة
بحلول 16 أبريل، بدأ الجيش السابع هجومه على نورنبرغ، ليس من الغرب كما توقع هولز، ولكن من الشرق والشمال الشرقي. وبحلول نهاية اليوم، كان الأمريكيون قد استولوا على مشارف إرلينشتغن وبوخ. فشل آرثر شودرت، وهو شرطي في المدفعية المضادة للطائرات، في تنفيذ أوامر هتلر بتفجير محطات الكهرباء والغاز والمياه في المدينة.
بحلول 17 أبريل، استولى الجيش السابع على ساحة التنظيم والمنطقة المحيطة بها بالإضافة إلى حي Vehofhofstrasse وWoehrd. بحلول المساء، تم الاستيلاء على المطار إلى الشمال وبدأت المدفعية الأمريكية في قصف المدينة القديمة. واجهت القوات الأمريكية مقاومة شرسة حول المدينة القديمة في 18 أبريل، والتي دمرت وألحقت العديد من المباني حول المدينة القديمة، بما في ذلك قلعة نورنبرغ التاريخية. في 18 أبريل، مع استمرار المدفعية الأمريكية في قصف المدينة القديمة، تمكنت القوات الأمريكية من الوصول إلى المدينة القديمة عبر طريق Burgschmietstrasse.
في 20 أبريل، قامت فرقة المشاة الثالثة بقيادة اللواء جون دبليو أودانييل وقسم المشاة الخامس والأربعين بقيادة اللواء روبرت تي فريدريك بحصار المدينة القديمة. كانت المقاومة الألمانية كبيرةً لدرجة أنه تم نشر المدفعية الثقيلة الأمريكية والدعم الجوي. أمر هولز رجاله بمواصلة القتال. حُوصر هولز نفسه في مركز الشرطة في المدينة القديمة، لكنه استمر في المقاومة. قُتل هولز بينما كانت القوات الأمريكية تجتاح المبنى بعد أن أعطته القوات الأمريكية أربع فرص لاستسلام سلمي. وبعد مقتل هولز، أدرك العقيد وولف الثاني أن المدينة لم تعد محتجزة. في الساعة 11:00 أمر كل القوات الألمانية في المنطقة بالاستسلام. في مساء يوم 20 أبريل، تم رفع العلم الأمريكي في أدولف هتلر بلاتز، منهيًا المعركة رسميًا.